# Terremoto di Antiochia del 115
Il terremoto di Antiochia del 115 è un evento sismico che ha avuto luogo il 13 dicembre, con epicentro vicino alla città di Antiochia di Siria e di intensità di circa 7,5 di magnitudo delle onde superficiali. La scossa causò ingenti danni materiali, feriti e vittime in tutta la regione levantina, provocando un conseguente maremoto locale.
L'imperatore romano Traiano e il suo successore Adriano, che si trovavano in quel momento in città, riuscirono a salvarsi, mentre il console Marco Pedone Vergiliano perse la vita; sotto i due imperatori fu portato avanti un programma di ricostruzione della città.

## Impostazione tettonica
Il sito di Antiochia si trova in prossimità della complessa tripla giunzione e tra l'estremità settentrionale della trasformazione del Mar Morto, il confine principalmente trasformato tra la placca africana e la placca araba, l'estremità sudoccidentale della faglia anatolica orientale, il confine principalmente trasformato tra la placca anatolica e la placca araba, e l'estremità nord-orientale dell'arco di Cipro, il confine tra la placca anatolica e la placca africana. La città si trova sul bacino di Antakya, parte del bacino di Amik, riempito da sedimenti alluvionali pliocenici e più recenti. L'area è stata colpita da molti grandi terremoti durante gli ultimi 2 000 anni.
I risultati dello scavo di trincea sulla parte settentrionale della trasformazione del Mar Morto indicano che tre grandi terremoti si sono verificati lungo il segmento Missyaf della faglia a partire dal 100 d.C. circa, il primo dei quali può essere correlato al terremoto del 115 d.C.

## Danni
Un resoconto del terremoto è stato incluso dallo scrittore Cassio Dione nella sua opera intitolata Storia romana. Egli descrive Antiochia a quel tempo come affollata di soldati e di molti civili che avevano viaggiato da tutte le parti dell'impero, perché Traiano vi stava svernando. Il terremoto iniziò con un forte fragore, seguito da un intenso scuotimento del terreno. Alberi interi furono gettati in aria, come molti degli abitanti, causando grandi danni. Un gran numero di persone sono state uccise dalla caduta di detriti, mentre molte altre sono rimaste intrappolate. Le scosse di assestamento che hanno seguito il terremoto per diversi giorni hanno ucciso alcuni dei sopravvissuti, mentre altri che erano rimasti intrappolati sono morti di fame. Traiano riuscì a liberarsi della casa in cui si trovava, uscendo da una finestra e subì solo lievi ferite. A causa del pericolo di scosse di assestamento, si trasferì con il suo seguito all'ippodromo.
Anche la città di Apamea è stata distrutta dal terremoto e Beirut ha subito gravi danni. Lo tsunami scatenato dal terremoto ha colpito le coste libanesi, in particolare Cesarea marittima e Yavne. Il porto di Cesarea marittima fu probabilmente distrutto dallo tsunami, un'interpretazione basata sulla datazione di un deposito di mezzo metro di spessore trovato fuori dal porto.
L'origine del bilancio di 260 000 vittime riportate è incerta, come appare solo nei cataloghi degli ultimi cento anni circa.

## Post-terremoto
Il restauro di Antiochia fu iniziato da Traiano ma sembra che sia stato completato da Adriano. Traiano fece erigere al nuovo teatro una copia della statua di Tiche di Eutichide per commemorare la ricostruzione della città. Quasi tutti i mosaici ritrovati ad Antiochia risalgono a dopo il terremoto.